# Siemens S45

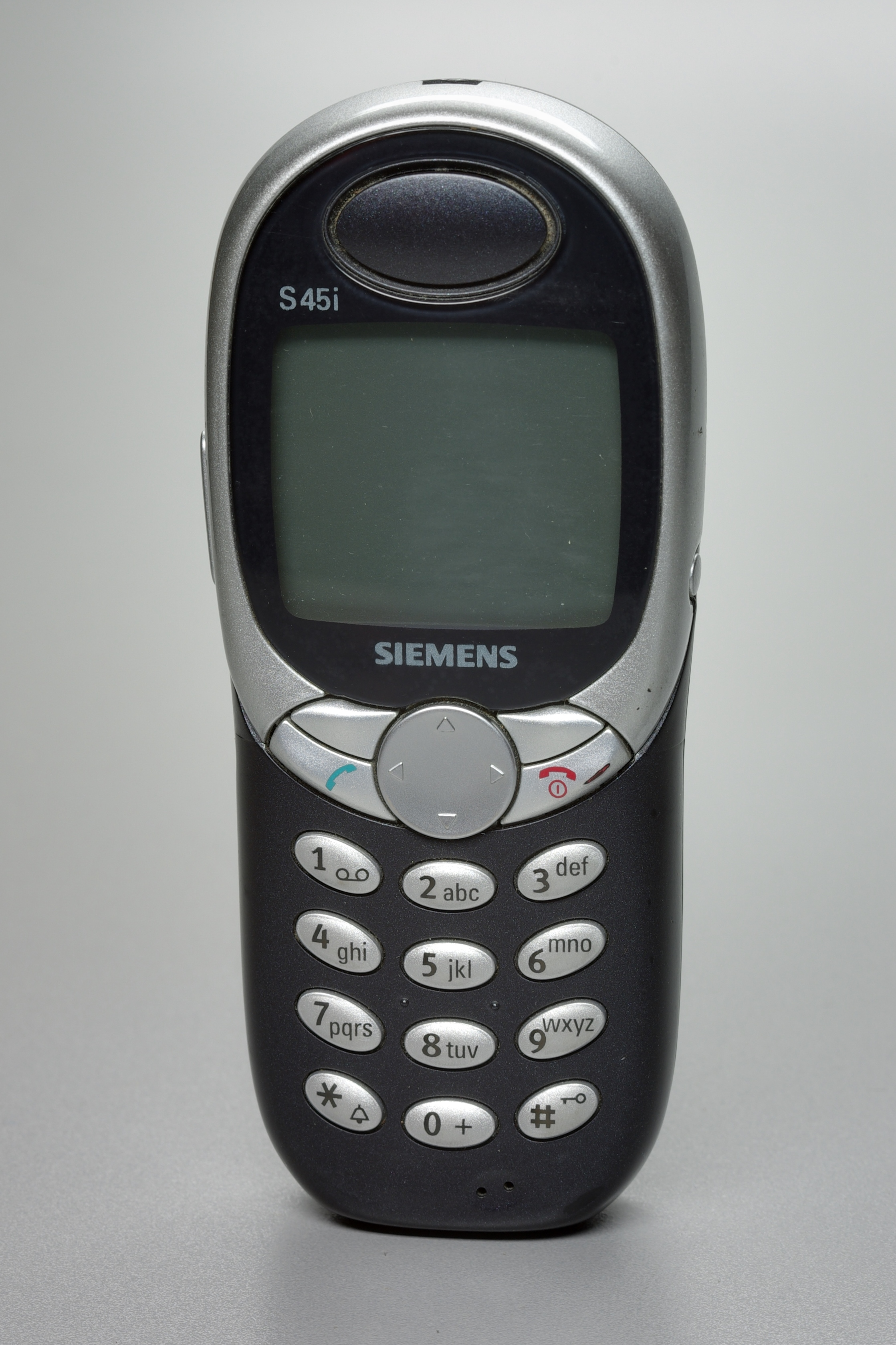
S45i

Das Siemens S45 ist ein GSM-Mobiltelefon des ehemaligen Handyherstellers Siemens Mobile. Es war von Siemens ursprünglich für Business-Anwender vorgesehen und ab Juli 2001 auf dem Markt erhältlich. Bei der Markteinführung kostete es 279 Euro und galt als Nachfolger des S35 als das Oberklasse-Handy des deutschen Unternehmens Siemens AG.

## Funktionen
Das S45 war das erste Siemens-Mobiltelefon, das Datenübertragung über GPRS und direktes Surfen auf WAP-Seiten im Internet ermöglichte. Ein integrierter Terminabgleich mit Microsoft Outlook erweiterte den Funktionsumfang. Auch 500 Speicherplätze für das Telefonbuch, die Sprachwahl, Unterstützung für EMS und die SMS-Eingabehilfe T9 sind Funktionen, die damals nicht jedes Handy bieten konnte. Darüber hinaus bietet das S45 die Möglichkeit, Klingeltöne selbst zu komponieren und über die Tastatur einzugeben. Fertige Klingeltöne (MIDI-Dateien) können über die Siemens-PC-Software übertragen und genutzt werden. Bei der Markteinführung hob Siemens außerdem den ca. 348 KB großen, internen Speicher (Flex. Memory) als Innovation hervor, der dynamisch für archivierte SMS, Klingeltöne, das Adressbuch oder auch kleine Bilder genutzt werden kann.
Zusätzlich kann man den Funktionsumfang des Gerätes über „Flash-Patches“ erweitern.
Zusätzlich hatte das S45i eine Infrarot-Schnittstelle (IrDA).

## Technische Daten
| Kenngröße         | Daten                                                |
| ----------------- | ---------------------------------------------------- |
| Funknetz          | GSM Dualband 900/1800 MHz                            |
| Maße              | 109 × 46 × 20 mm                                     |
| Gewicht           | 91 g                                                 |
| Anzeige-Auflösung | 101 × 80 Pixel, schwarz-weiß                         |
| Anzeige-Farbtiefe | 2 Farben                                             |
| Akkulaufzeit      | 300 h (Standby) 6 h (Gespräch)                       |
| Betriebssystem    | Siemens-spezifisch                                   |
| GPRS              | Class 10 (2 Tx / 4 Rx)                               |
| Schnittstellen    | IrDA, seriell                                        |
| Besonderheiten    | 4 Spiele, Sprachwahl, T9, Sync-Software, WAP-Browser |

## Siemens ME45

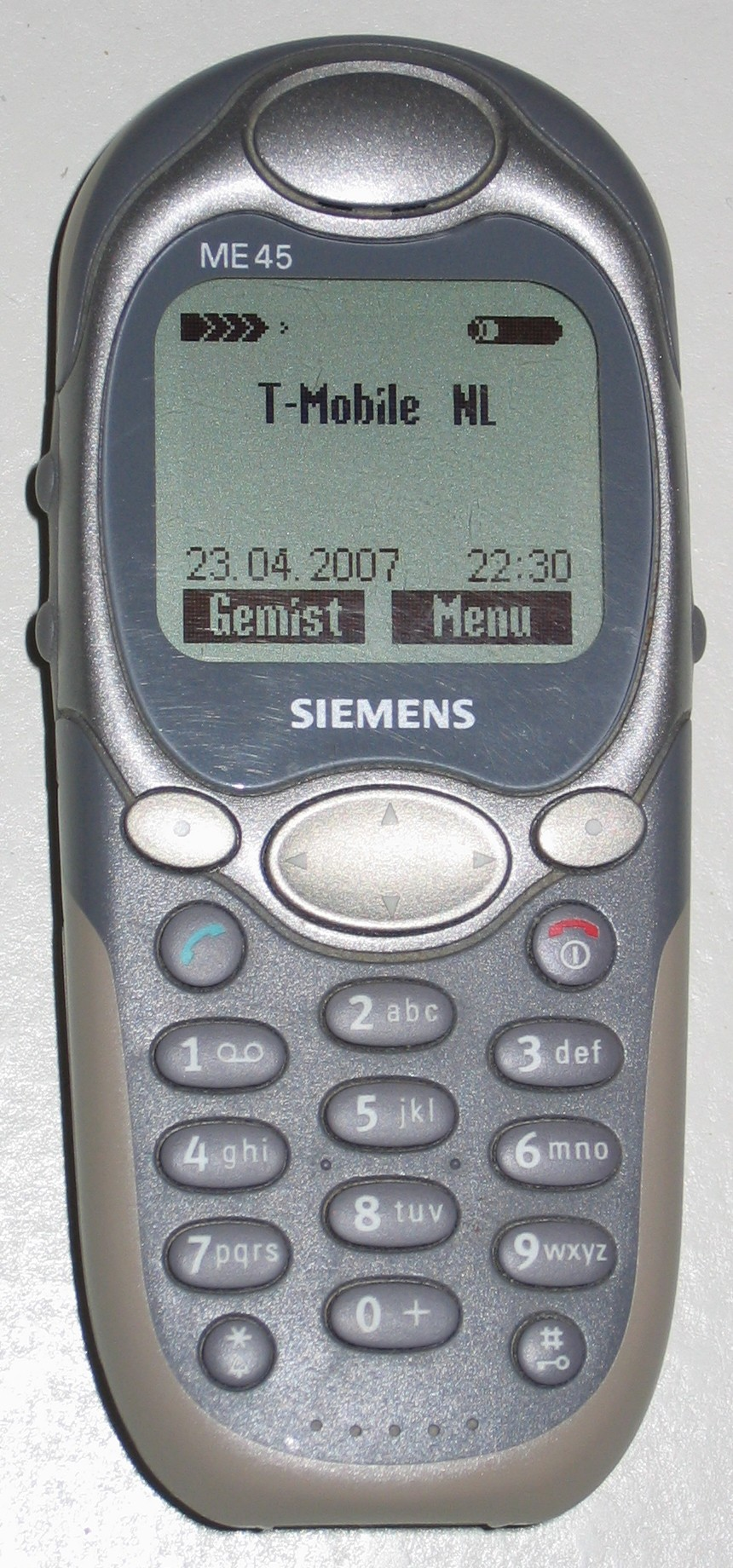
ME45

Das S45 war auch als ME45 genannte Outdoor-Version erhältlich. Das ME45 besaß den gleichen Funktionsumfang wie das S45, war jedoch in einem etwas robusteren Gehäuse mit leicht veränderter Tastenanordnung eingebaut.

## Siemens SX45
Das Mobiltelefon Siemens SX45 kam 2001 auf den Markt. Es besaß den 2G-Standard und einen Lithium-Ionen-Akkumulator mit 1550 mAh.
Bei den Gerätemaßen von 134 × 87 × 26 wog das Gerät mit Akku 330 Gramm. Ausgestattet war es mit 32 MB Speicher, der über CF- oder MMC-Karten erweitert werden konnte.
Als Betriebssystem wurde Microsoft Windows CE 3.0 for Pocket PC mit ausgeliefert. Ein Webbrowser sowie die Möglichkeit, MP3-Dateien abzuspielen, war gegeben. Auch Solitär sowie ein E-Mail-Client, Word und Excel waren im Lieferumfang enthalten.
Telefonieren war ausschließlich über das mitgelieferte Headset möglich. Mit einer Übertragungsrate von 9600 bps war es möglich, im Internet zu surfen. Eine Infrarotschnittstelle sowie ein PC-Set für den Datenaustausch waren vorhanden. Die Auflösung betrug 240 × 320 Pixel.

## Trivia
Jason Bourne benutzt in Die Bourne Verschwörung ein Siemens ME45.